# Luis Flores (basket-ball)
Pour les articles homonymes, voir Flores et Luis Flores.
Luis Alberto Flores (né le 11 avril 1981 à San Pedro de Macoris en République dominicaine) est un joueur dominicain de basket-ball, évoluant au poste de meneur.